# Еякуляція на людину

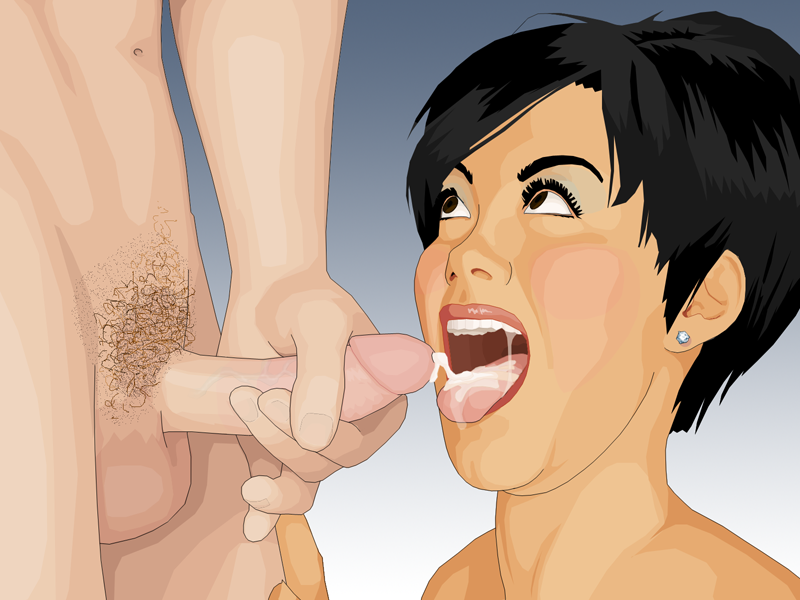
Ілюстрація камшоту, в якому чоловік еякулює в рот жінки

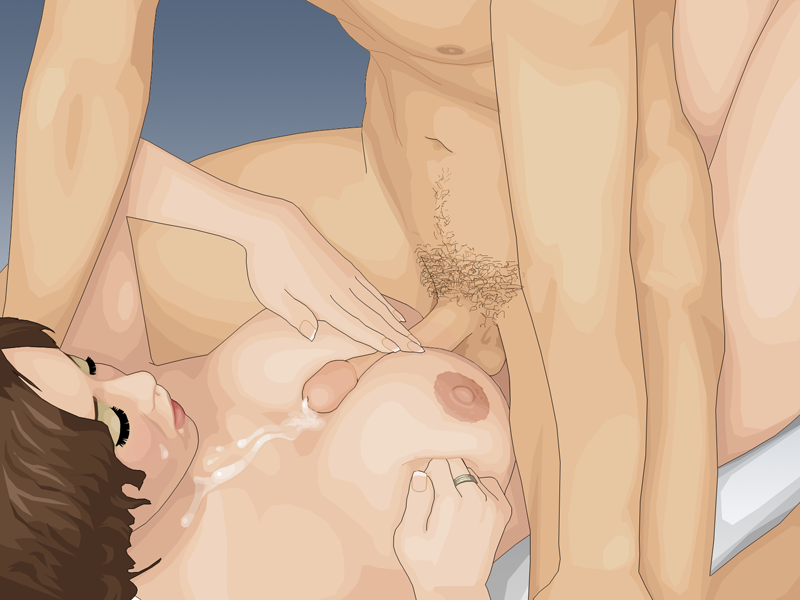
Еякуляція на тіло жінки

Еякуля́ція на люди́ну, на жаргоні — камшот (англ. cumshot, cum shot, «постріл спермою») — термін, широко використовуваний у порнографії для позначення чоловічої еякуляції на людину чи об'єкт. Найчастіше досягається шляхом мастурбації, мінету або хенджобу. Камшот нерідко є об'єктом сексуального фетишизму, є фінальною сценою більшості порносцен.

## Історія
Найраніші зображення камшоту відомі в ілюстраціях гомосексуальної тематики 1920-х років. У гетеросексуальному порно він довгий час був радше випадковим, ніж запланованим. Зображення камшоту в порнографії набуло поширення в 1970-і роки. Як вважається, це відбулося через те, що видима еякуляція виразніша та наочно демонструє завершення статевого акту, чого не завжди можна досягнути при проникненні у вагіну чи інші отвори. Додатково, міміка, що супроводжує оргазм, не завжди приваблива. Також зображенням камшоту посприяла недовіра до засобів контрацепції на фоні епідемії ВІЛ.
Через впровадження цензурних обмежень у японській порнографії (заборону безпосередньо показувати статеві органи), там у 1980-ті роки поширилося зображення так званого буккаке — еякуляції кількох чоловіків на обличчя жінки. Буккаке в порнографії за межами Японії розповсюдилося наприкінці 1990-х.

## Зображення
Часто в порнографії замість справжньої сперми для зображення камшоту використовується кондиціонер для волосся, лубрикант чи кукурудзяний крохмаль. Пеніси також можуть бути не справжні, а замінюватися фалоімітаторами, що містять до 24-х унцій (понад 0,5 кг) рідини, яка імітує сперму.

## Оцінки практики
Деякі дослідники активісти проти порнографії вважають еякуляцію на іншу людину вираженням її приниження, що походить від бажання почуватися чистим на контрасті з забрудненням спермою. Позитивна думка полягає в тому, що еякуляція на людину підтримує зв'язок між особами та позначає фінал статевого акту. В бажанні здійснення камшоту вбачається бажання чоловіка стати жінкою, замінюючи годуванням дитини молоком на обливання жінки/чоловіка спермою.